# 亞瑟·培生 (報業家)

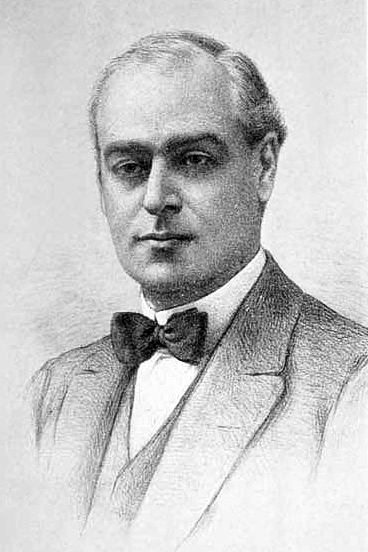
亞瑟·培生爵士，Bt，GBE

西里爾·亞瑟·培生爵士，第一代從男爵，GBE（Sir Cyril Arthur Pearson, 1st Baronet，1866年2月24日—1921年12月9日）是英國報紙產業大亨和出版商，最著名的出版社為《每日快報》。

## 外部連結
- St Dunstan's institute for blind servicemen
- Pearson's Holiday Fund
- 在Find a Grave上的亞瑟·培生 (報業家)